# مارك فروتير
مارك فروتير هو لاعب هوكي الجليد كندي، ولد في 26 فبراير 1966 في ويندسور ‏ في كندا.

## وصلات خارجية
- مارك فروتير على موقع دوري الهوكي الوطني (الإنجليزية)
- مارك فروتير على موقع EliteProspects.com (الإنجليزية)
- مارك فروتير على موقع Eurohockey.com (الإنجليزية)
- مارك فروتير على موقع HockeyDB.com (الإنجليزية)
- مارك فروتير على موقع Hockey-Reference.com (الإنجليزية)